# Kikkervisstelsel
Het Kikkervisstelsel, ook wel UGC 10214,  Arp 188, of PGC 57129 genoemd, is een balkspiraalstelsel dat zich op een afstand van 400 miljoen lichtjaar van de Aarde bevindt. Het staat in het sterrenbeeld Draak. Het Kikkervisstelsel heeft zijn naam gekregen omdat het eruitziet als een kikkervisje. Het meest opvallend aan het Kikkervisstelsel zijn een ca. 280.000 lichtjaar lange "staart" en de helderblauwe sterrenhopen.
De mogelijkheid is geopperd dat een compacter melkwegstelsel ooit het Kikkervisstelsel binnendrong als gevolg van de wederzijdse gravitationele aantrekking. De opvallende "staart" zou vervolgens zijn gevormd doordat gas, stof en sterren uit het spiraalstelsel werden losgetrokken. De staart zal vermoedelijk ook gaandeweg weer verdwijnen, waarbij de sterrenhopen satellietstelsels van het spiraalstelsel worden.
Het melkwegstelsel dat het Kikkervisstelsel binnendrong bevindt zich tegenwoordig op een afstand van ca. 300.000 lichtjaar erachter.